# Todo de ti
«Todo de ti» es una canción del cantante puertorriqueño Rauw Alejandro, escrita por Rafael E. Pabón Navedo, Raúl Alejandro Ocasio Ruiz, Jairo Bascope, Eric Pérez Rovira, José M. Collazo y Luis J. González, lanzada el 20 de mayo de 2021 a través de Sony Music Latin, como segundo sencillo de su segundo álbum de estudio Vice Versa (2021). Fue producido por Mr. Nais Gai y el propio Rauw Alejandro.
En el video musical aparecen personajes del patín artístico, la modelo colombiana Valeria Morales Delgado y al exbasquebolista estadounidense Shaquille O'Neal.
La canción logró llegar al puesto 32 de la lista Billboard Hot 100 en Estados Unidos, convirtiéndose en su primera canción en lograrlo y se ubicó en el segundo lugar de la lista Hot Latin Songs. En Spotify logró alcanzar el segundo puesto a nivel mundial, siendo el puesto más alto alcanzado en su carrera. «Todo de ti» también alcanzó el primer lugar en la lista Argentina Hot 100 de Billboard, al igual que en España, y se ubicó en el puesto 3 de la lista Global 200 de la revista.

## Composición
«Todo de ti» es una canción dance y synth pop, inspirado en el funk de los años 80, también le hace guiños a la música de los cantantes James Brown y Bruno Mars. En el pódcast del streamer español Ibai Llanos, Charlando tranquilamente, Alejandro comentó: «Tiene ese rollo ochentoso y old school, pero con vibra del verano. En realidad, lo hice pensando para que la gente lo pusiera en la playa, y creo que lo encontramos».
El tema fue comparado como plagio con la canción de 2006 «Big Girls Don't Cry» de Fergie, ya que posee una melodía similar pero a un ritmo más lento.
También se hizo viral un trend en Tik Tok con una mezcla de "Las mil y una noches" del grupo Flans teniendo similitudes ambas canciones.

## Presentación en vivo
Alejandro interpretó «Todo de ti» por primera vez en The Kelly Clarkson Show. Fue bastante criticado por su falta de coordinación con los coros y los bailes quedando por muy debajo de la original. Tanto fue el desprecio que inmediatamente se borró la presentación de su canal de YouTube.

## Video musical
El video musical fue dirigido por el Dominicano Marlon P, y cuenta con la aparición del exjugador de la NBA Shaquille O’Neal, y con la modelo colombiana Valeria Morales.

### Sinopsis
El video empieza con el cantante escuchando música en el garaje de su casa. Es entonces cuando su pareja aparece y saca unos patines de una de las cajas de cartón que hay en la estantería. Cuando el videoclip cambia de escenario y pasa a la pista de patinaje, la misma chica aparece como enamorada de Alejandro.

## Posicionamiento en las listas
| Listas (2021)                          | Mejor posición |
| -------------------------------------- | -------------- |
| Argentina (Argentina Hot 100)          | 1              |
| Argentina Airplay (Monitor Latino)     | 1              |
| Bolivia (Monitor Latino)               | 1              |
| Canadá (Canadian Hot 100)              | 91             |
| Chile (Monitor Latino)                 | 2              |
| Colombia (National-Report)             | 3              |
| Colombia (Monitor Latino)              | 1              |
| Costa Rica (Monitor Latino)            | 1              |
| España (PROMUSICAE)                    | 1              |
| España (Los 40 Principales)            | 1              |
| Estados Unidos (Billboard Hot 100)     | 32             |
| Estados Unidos (Hot Latin Songs)       | 2              |
| Estados Unidos (Latin Airplay)         | 1              |
| Estados Unidos (Latin Pop Airplay)     | 1              |
| Estados Unidos (Latin Rhythm Airplay)  | 1              |
| Estados Unidos (Rolling Stone Top 100) | 25             |
| El Salvador (Monitor Latino)           | 1              |
| Francia (SNEP)                         | 74             |
| Grecia (IFPI)                          | 83             |
| Guatemala Airplay (Monitor Latino)     | 1              |
| Honduras Airplay (Monitor Latino)      | 1              |
| Irlanda (IRMA)                         | 90             |
| Italia (FIMI)                          | 42             |
| Lituania (AGATA)                       | 64             |
| Global 200 (Billboard)                 | 3              |
| Global 200 Excl. US (Billboard)        | 3              |
| México (AMPROFON)                      | 1              |
| México (Monitor Latino)                | 2              |
| México Airplay (Billboard)             | 4              |
| México Pop Airplay (Billboard)         | 1              |
| Nueva Zelanda Hot Singles (RMNZ)       | 36             |
| Panamá (Monitor Latino)                | 1              |
| Paraguay (Monitor Latino)              | 2              |
| Perú Airplay (Monitor Latino)          | 1              |
| Portugal (AFP)                         | 47             |
| Puerto Rico Airplay (Monitor Latino)   | 1              |
| Suecia Heatseeker (Sverigetopplistan)  | 13             |
| Suiza (Schweizer Hitparade)            | 45             |
| Uruguay Airplay (Monitor Latino)       | 1              |
| Venezuela Airplay (Monitor Latino)     | 2              |

## Premios y nominaciones
| Año  | Premios                    | Categoría                   | Resultado | Ref.   |
| ---- | -------------------------- | --------------------------- | --------- | ------ |
| 2021 | Kid's Choice Awards México | Rola más pegajoza           | Nominado  | [ 46 ] |
| 2021 | Premios Grammy Latinos     | Grabación del año           | Nominado  | [ 47 ] |
| 2021 | Premios Grammy Latinos     | Canción del año             | Nominado  | [ 47 ] |
| 2021 | Premios CP                 | Mejor canción internacional | Ganador   | [ 48 ] |
| 2022 | Premios Lo Nuestro         | Canción del año             | Nominado  | [ 49 ] |
| 2022 | Premios Lo Nuestro         | Canción del año-pop urbano  | Nominado  | [ 49 ] |

## Certificaciones
| Región                | Certificación      | Ventas  |
| --------------------- | ------------------ | ------- |
| Argentina (CAPIF)     | Oro                | 10 000  |
| España (PROMUSICAE)   | 6x platino         | 240 000 |
| Italia (FIMI)         | Oro                | 35 000  |
| México (AMPROFON)     | Diamante+Oro       | 770 000 |
| Estados Unidos (RIAA) | 6x platino (Latin) | 511 600 |